# Wambalana makrothele
Wambalana makrothele är en klomaskart som beskrevs av Reid 1996. Wambalana makrothele ingår i släktet Wambalana och familjen Peripatopsidae. Inga underarter finns listade i Catalogue of Life.